# Militärhögskolan Östersund
Militärhögskolan Östersund (MHS Ö) var en försvarsmaktsgemensam militärhögskola inom Försvarsmakten som verkade åren 1999–2004. Förbandsledningen var förlagd i Östersunds garnison, Östersund.

## Historik
Militärhögskolan Östersund (MHS Ö) bildades den 1 januari 1999 som en av tre militärhögskolor. Bakgrunden var en skolutredning avseende ett nytt militärt skolsystem, som regeringens utredningsman genomfört i samverkan med Försvarsmakten och Försvarshögskolan. Militärhögskolan Östersund bildades genom att managementutbildningen vid Försvarshögskolan överfördes till egen organisationsenhet, vilken bildade Militärhögskolan Östersund (MHS Ö). Managementutbildningen hade fram till den 30 juni 1994 bedrivits i Östersund i Försvarets förvaltningshögskola (FörvHS) regi.
Inför försvarsbeslutet 2004 föreslog regeringen i sin proposition att Militärhögskolan Östersund skulle upplösas och avvecklas. Detta fast skolan kunde uppnå samordningsvinster, genom samarbetet mellan Arméns tekniska skola (ATS), Motorskolan (MotorS) och dåvarande Mitthögskolan. Bakgrunden till att regeringens förslag var bland annat att regeringen ansåg att förutsättningar för en bred elevrekrytering från samtliga funktioner var mindre gynnsamma, då Östersund av naturliga orsak saknar koppling till marin utbildning. Då regeringen i sin proposition även föreslog att övriga förband inom garnisonen skulle upplösas och avvecklas, så skulle militärhögskolan fått begränsade förutsättningar om den skulle bibehållas, då den skulle kvarstått som enda militära verksamhet i Östersund. Och regeringen var med försvarsbeslutet angelägna om att undvika lösningar med begränsad militärverksamhet på en ort.
Militärhögskolan Östersund avvecklades den 31 december 2004. Från den 1 januari 2005 övergick skolan till en avvecklingsorganisation, vilken fick enligt försvarsbeslutet verka längst till och med den 30 juni 2006, då all verksamhet vid skolan skulle vara avvecklad. Onsdag den 15 juni 2005 överlämnade Militärhögskolan Östersund ansvaret för managementutbildningen till Militärhögskolan Karlberg (MHS K). Överlämningen gjorde under en ceremoni vid Kyrkplan på Karlbergs slott. Den 17 juni 2005 hölls en gemensam avvecklingsceremoni för samtliga berörda förband inom Östersunds garnison. Där förbanden överlämnade sina fanor med traditioner till ett arvförband, vilket i Militärhögskolan Östersund fall är Militärhögskolan Karlberg (MHS K).

## Verksamhet
Militärhögskolan Östersund var tidigare en av tre militärhögskolor med uppgift att utbilda blivande officerare till Försvarsmakten. Som en följd av försvarsbeslutet 2004 utgick skolan ur Försvarsmaktens organisation successivt från den 1 januari 2005. Skolan bedrev sitt lärande på ett högskolemässigt sätt enligt intentionerna i högskolelagen. 
Tillsammans med Militärhögskolan Karlberg (MHS K) och Militärhögskolan Halmstad (MHS H) hade de tre skolorna likartade uppgifter och bedrev utbildningen efter gemensamma utbildningsmål, där dock vägen att nå målen kunde variera. Militärhögskolan i Östersund utbildade Yrkes- och Reservofficer samt övergångsutbildning mot graden löjtnant. Skolan hade även särskilt ansvar för utveckling av ämnena Teknik och Management. I samband med att skolan avvecklades, överfördes skolans utbildning till de två kvarvarande skolorna. 

## Förläggningar och övningsplatser
Militärhögskolan Östersund var lokaliserad på Genvägen 35 i Östersund, inom CAMPUS Östersund, tillsammans med Arméns tekniska skola, delar av Försvarshögskolan samt Mittuniversitetet.

## Heraldik och traditioner

### Förbandsfana
Militärhögskolan Östersund mottog sin fana den 22 januari 2000 vid en ceremoni i Storlien. Fanan överlämnades av generallöjtnant Bengt Arne Johansson.

### Marsch
Den 29 november 1999 fastställdes "Kungliga Gardets marsch" (Okänd) som förbandsmarsch för Militärhögskolan Östersund. En marsch som tidigare användes Svea livgarde.

### Utmärkelsetecken
År 2002 instiftades Militärhögskolan Östersunds förtjänstmedalj i guld/silver/brons (MHSÖGM/SM/BM).

## Förbandschefer
- 1999–2001: Filip Ingelson
- 2001–200?: Per-Eric Gustavsson
- 200?–2005: Johan Fölstad

## Namn, beteckning och förläggningsort
| Militärhögskolan Östersund | 1999-01-01 | – | 2004-12-31 |
| Avvecklingsorganisation    | 2005-01-01 | – | 2006-06-30 |

| MHS Ö    | 1999-01-01 | – |            |
| Ao MHS Ö | 2005-01-01 | – | 2006-06-30 |

| Östersunds garnison (F) | 1999-01-01 | – | 2006-06-30 |

## Galleri

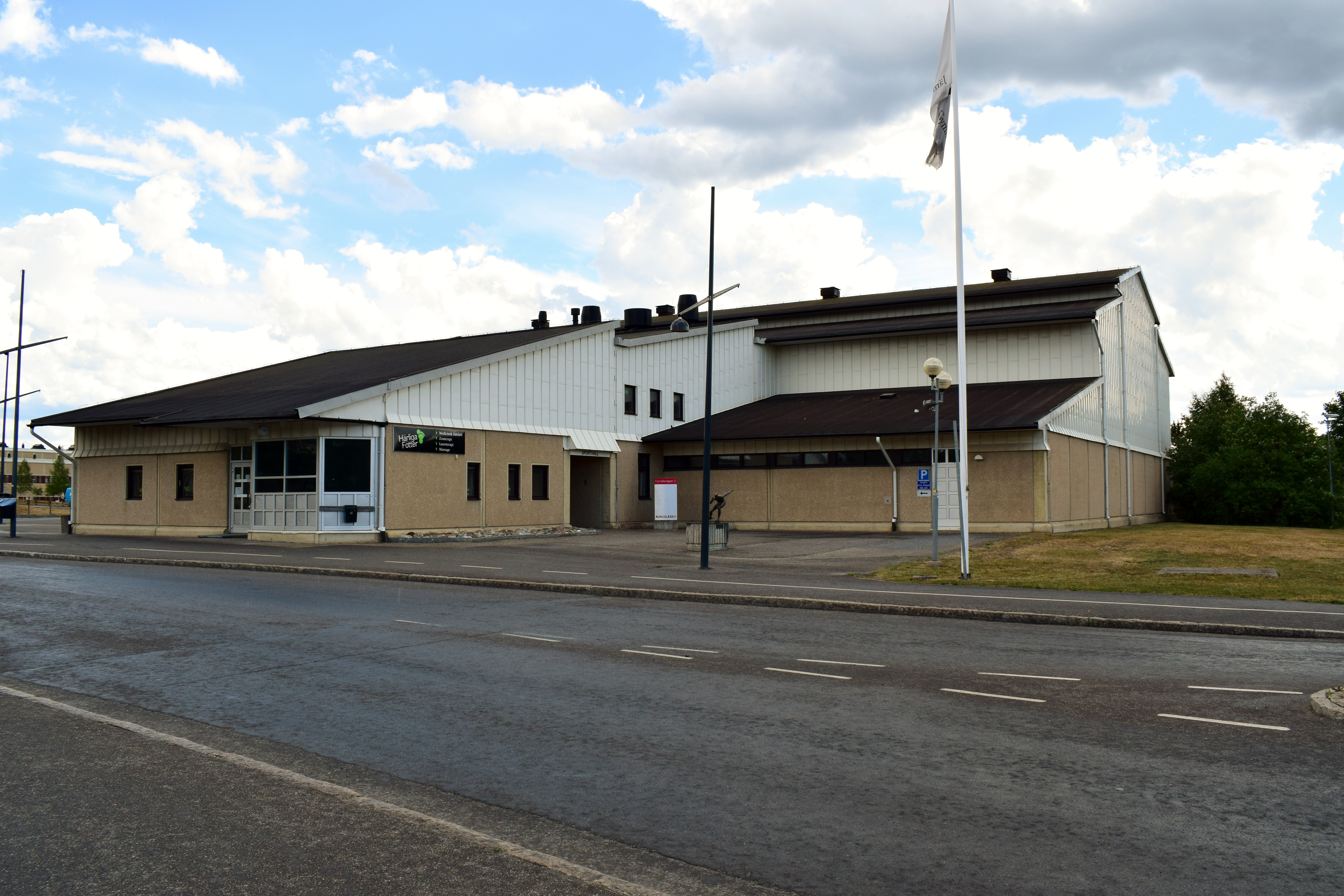
Vaktlokalen, idrottshus, motorutbildning.
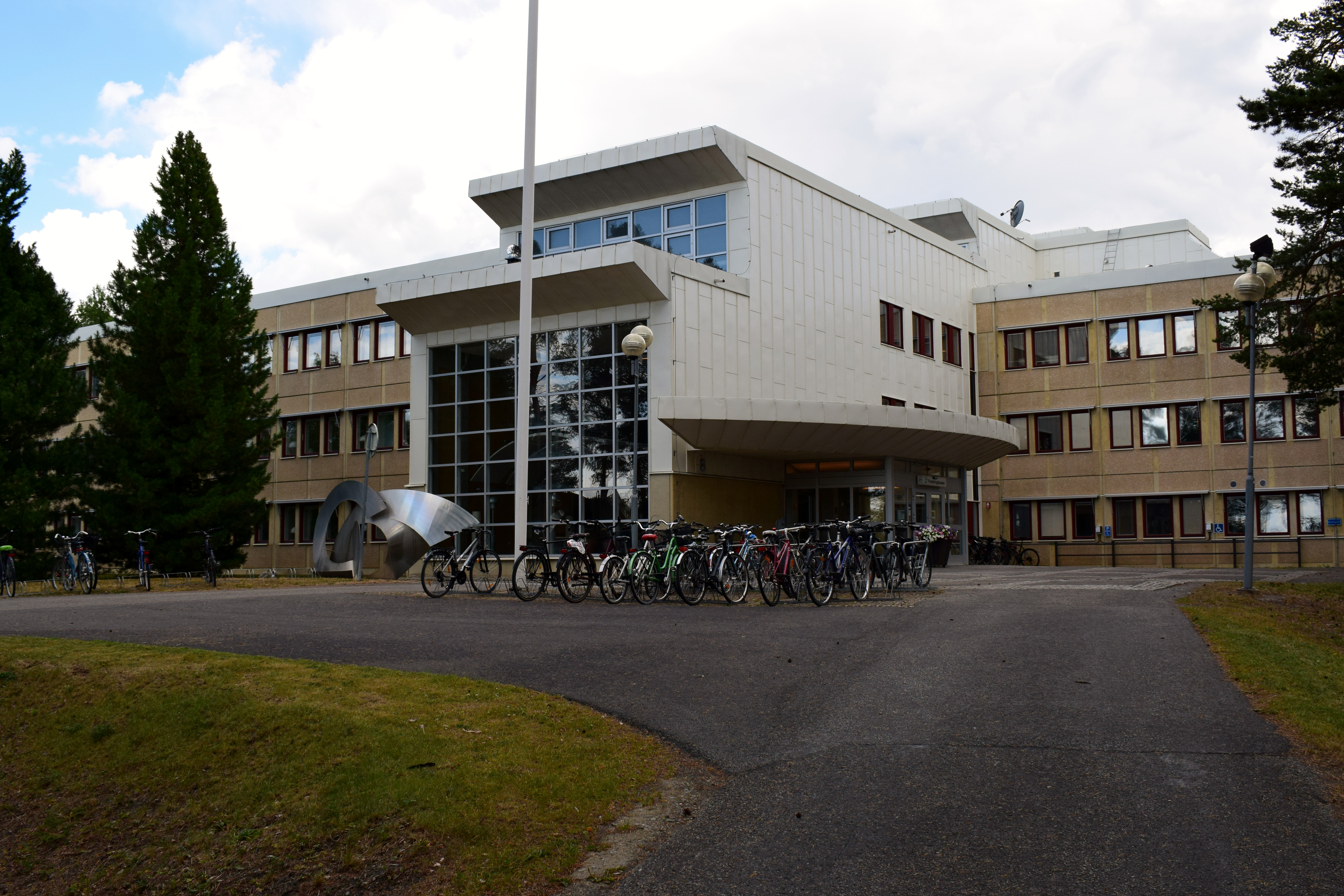
Skolhus
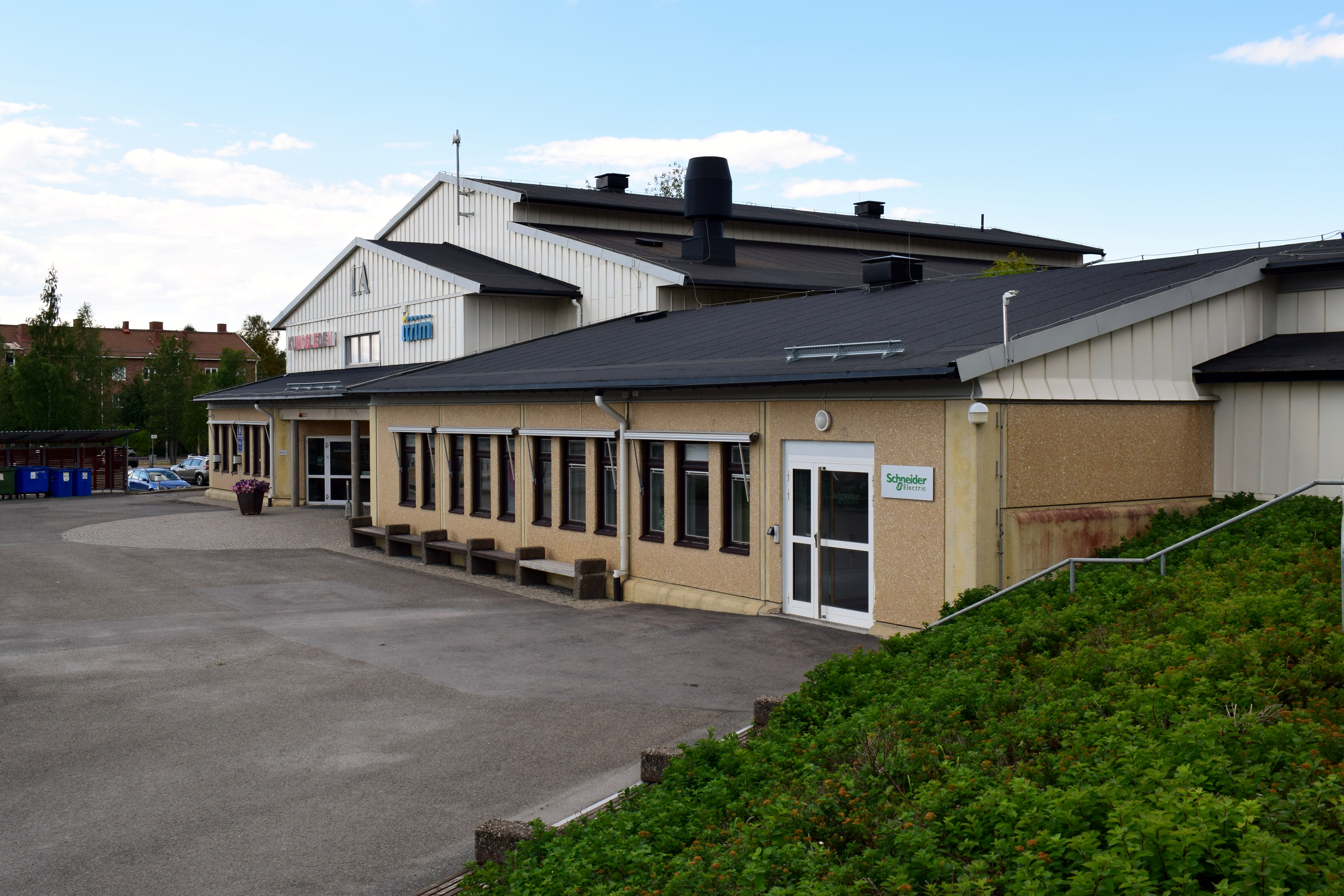
Kasern och elevhem.
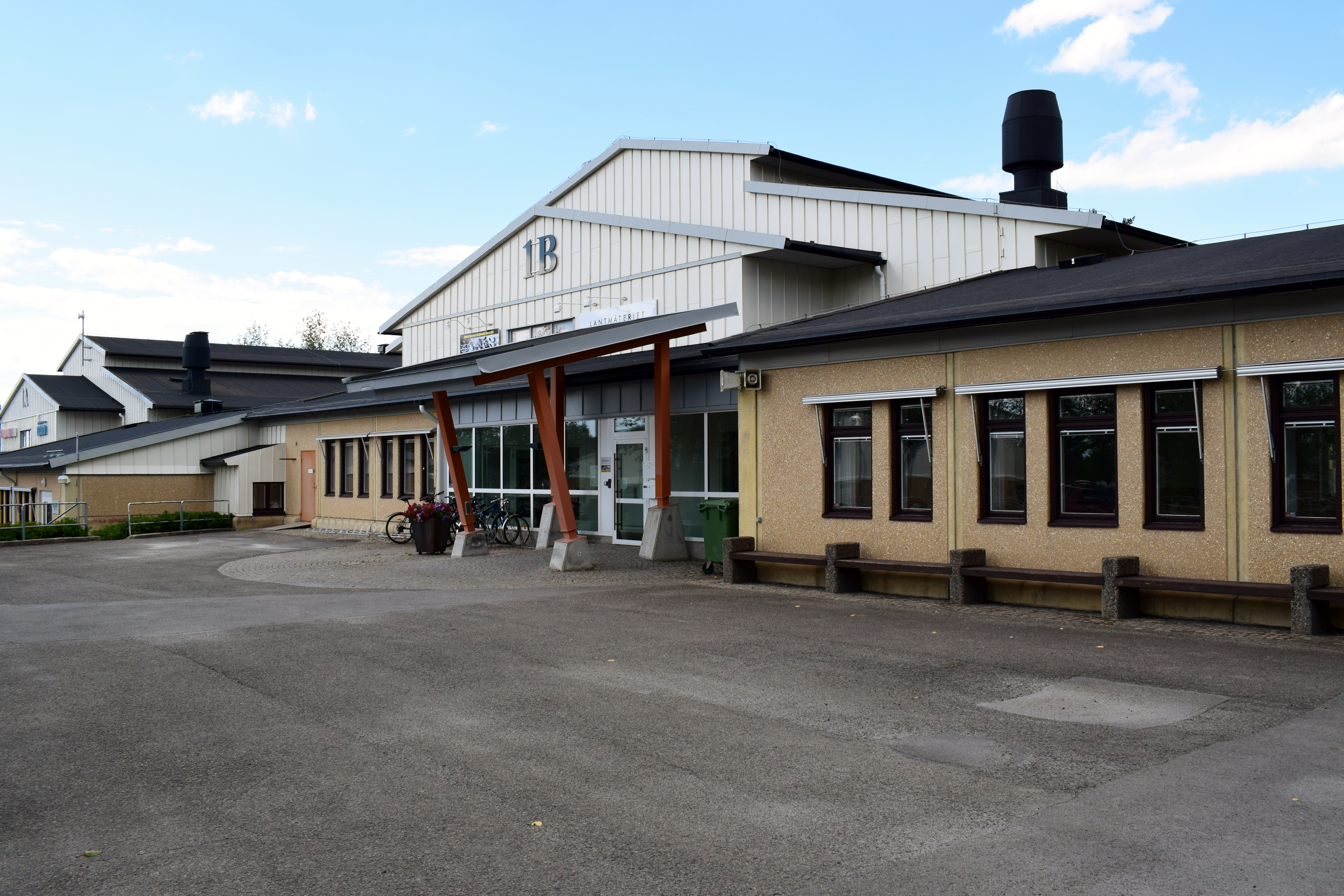
Kasern och elevhem.
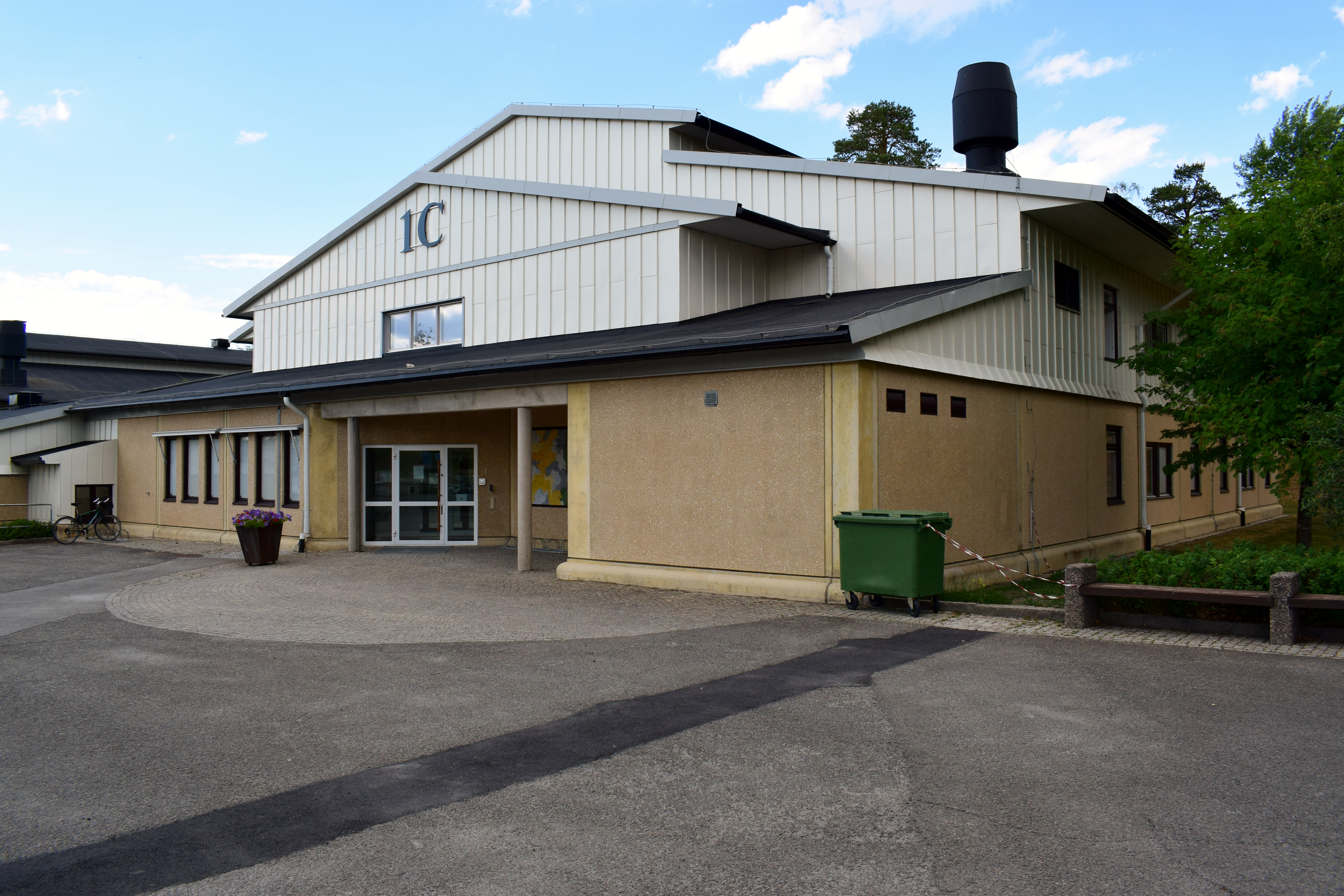
Kasern och elevhem.